# Le Quiou
 Le Quiou (en bretó Ar C'haeoù) és un municipi francès, situat a la regió de Bretanya, al departament de Costes del Nord. L'any 2005 tenia 321 habitants.

## Demografia
| 1962                                       | 1968 | 1975 | 1982 | 1990 | 1999 |
| ------------------------------------------ | ---- | ---- | ---- | ---- | ---- |
| 326                                        | 331  | 319  | 313  | 286  | 305  |
| Des de 1962: població sense dobles comptes |      |      |      |      |      |

## Administració
| Període   | Identitat    | Partit |
| --------- | ------------ | ------ |
| 2001-2008 | Serge Proust |        |
| 2008-     | Arnaud Carré |        |